# Paolo Di Girolamo
Paolo Di Girolamo, né le 22 janvier 1994 à Terracina, est un rameur italien.

## Carrière
Il remporte la médaille d'or en huit aux Championnats du monde d'aviron 2013, la médaille d'or en quatre sans barreur poids légers aux Championnats d'Europe d'aviron 2018 et la médaille d'argent en quatre de couple poids légers aux Championnats du monde d'aviron 2018.